# Cerchanotus
Cerchanotus is een geslacht van kevers uit de familie somberkevers (Zopheridae).

## Soorten
Deze lijst is mogelijk niet compleet.
- C. asperulus
- C. jelineki
- C. orientalis
- C. soricinus